# Sopot Open 2001
Il Sopot Open 2001 è stato un torneo di tennis giocato sulla terra rossa. È stata la 4ª edizione del Sopot Open, che fa parte della categoria International Series nell'ambito dell'ATP Tour 2001 e della Tier III nell'ambito nel WTA Tour 2001. Si è giocato a Sopot in Polonia, dal 23 al 29 luglio 2001.

## Campioni

### Singolare maschile
Tommy Robredo ha battuto in finale  Albert Portas con il punteggio di 1–6, 7–5, 7–6(2)

### Doppio maschile
Paul Hanley /  Nathan Healey hanno battuto in finale  Irakli Labadze /  Attila Sávolt con il punteggio di 7–6(10) 6–2

### Singolare femminile
Cristina Torrens ha battuto in finale  Gala León García con il punteggio di 6–2, 6–2

### Doppio femminile
Joannette Kruger /  Francesca Schiavone hanno battuto in finale  Julija Bejhel'zymer /  Anastasija Rodionova con il punteggio di 6–4, 6–0